# Palaos en los Juegos Olímpicos de Londres 2012
Palaos estuvo representado en los Juegos Olímpicos de Londres 2012 por cinco deportistas, dos hombres y tres mujeres, que compitieron en cuatro deportes.
El portador de la bandera en la ceremonia de apertura fue el atleta Rodman Teltull. El equipo olímpico palauano no obtuvo ninguna medalla en estos Juegos.